# Educación subvencionada en Chile
La Educación Subvencionada en Chile se crea al traspasarse las escuelas y liceos a las municipalidades, se les dotó de recursos económicos para cumplir sus objetivos educativos.
La palabra subvención proviene del latín subventĭo, -ōnis, definida según la Real Academia Española, como “la acción de ir en auxilio de alguien o acudir a las necesidades de algo”.

## ¿Qué es la subvención escolar en Chile?
Se denomina Subvención Escolar a los recursos económicos que el Estado chileno, a través del Ministerio de Educación, otorga a la educación municipal y particular subvencionada, con el objeto de apoyar su financiamiento.[cita requerida]
La finalidad esencial de estos recursos, es que los establecimientos puedan cumplir con sus objetivos educativos.
La subvención escolar se calcula como un factor, expresado en una unidad de cuenta  USE (Unidad de Subvención Escolar), la cual varía su valor, según los cambios que sufra el IPC y otros parámetros de la economía nacional. Para el año 2014, la USE alcanzó el valor de $ 22.321. Esta se aplica al número de alumnos asistentes en cada establecimiento educacional. El pago de la subvención escolar está determinado por varios factores, de los cuales los principales son:
1. El nivel y modalidad de enseñanza.
2. El número de alumnos asistentes a clases.

## Historia del inicio de la Subvención escolar
Hasta 1979 la administración del sistema escolar se encontraba totalmente centralizada en el Ministerio de Educación. El Ministerio fijaba los planes y programas para todo el sistema educativo, y administraba directamente las escuelas fiscales que representaban cerca del 80% de la matrícula y el 20% representaba a los colegio particulares pagados, por lo general correspondían a establecimientos dependientes de congregaciones religiosas...)
Ese mismo año, el sistema experimentó una profunda reforma, descentralizándose la administración de las escuelas del sistema público, trasladándolo a las municipalidades.[cita requerida] Se creó un subsidio estatal que no distinguió si la educación era provista por escuelas privadas que no cobraran a los alumnos y municipales, generándose así dos tipos de escuelas subvencionadas: escuelas municipales, en que la administración está a cargo de la municipalidad en donde se ubique, y escuelas particulares subvencionadas, dirigidas por privados. Ambas obtienen una subvención por alumno y por su asistencia, con el objetivo de incentivar a las escuelas a atraerlos y retenerlos.
En 1990 se incrementó notablemente la cobertura, lo que significó un aumento de alrededor de 535.000 alumnos de básica, media y preescolar.[cita requerida] Dicho aumento fue realizado mayoritariamente por las escuelas particulares subvencionadas, que integraron un 55% del total de nuevos alumnos.[cita requerida] Las escuelas municipales, por su parte, absorbieron un 31% de estos. Consecuentemente, mientras en esa década se crearon 523 nuevas escuelas particulares subvencionadas y 310 particulares pagadas, el número de escuelas municipales disminuyó en 31.[cita requerida]
Aunque la tendencia se mantuvo, entre los años 2000 y 2006 ella se exacerbó. En ese período las escuelas particulares subvencionadas aumentaron la matrícula en 386.000 alumnos, mientras que las escuelas municipales la redujeron en cerca de 186.000.[cita requerida]
Además, el número de escuelas particulares subvencionadas creció en 746 y el de escuelas municipales disminuyó en 259. El número de establecimientos por tipo de dependencia desde el año 2000 hasta el 2006, donde se excluyen aquellos que sólo atienden a adultos, niños especiales o párvulos, por lo que no se considera la masiva creación de escuelas especiales, casi todas ellas particulares subvencionadas.
El aumento en el número de escuelas particulares subvencionadas, sumado al traspaso de alumnos, ha reducido el número de alumnos promedio desde 331 en el 2002 a 312 en el 2006. Si bien esto ha afectado también a las escuelas particulares subvencionadas, el caso es más notorio en las escuelas municipales, que en 2007 promediaba alrededor de 50 alumnos menos por escuela que sus pares privados. La tendencia a la reducción de alumnos en las escuelas municipales debiera continuar por el cambio demográfico. 
Es un hecho que el sistema mixto permitió aumentar la cobertura, que hoy llega casi al 100%.[cita requerida]

### Subvención Escolar Preferencial
En 2008, durante el Primer gobierno de Michelle Bachelet, se creó la Subvención Escolar Preferencial para incentivar a los distintos establecimientos a recibir a estudiantes vulnerables. Es una subvención voluntaria para los niveles entre kinder (último nivel preescolar) y octavo básico. El objetivo era mejorar la calidad de la educación que estos establecimientos entregan.
Durante el 2011, en el Primer Gobierno de Sebastián Piñera, esta fue extendida a otros niveles.

## Tipos de Subvención escolar
Existen diferentes tipos de subvenciones, que han sido creadas para fortalecer le educación de los alumnos y alumnas de Chile; además de incentivar el desempeño de los establecimientos educacionales, de los docentes y de los asistentes de la educación:

### Subvención Escolar Preferencial
En 2008, durante el Primer gobierno de Michelle Bachelet, se creó la Subvención Escolar Preferencial,a través de la Ley de Subvención Escolar Preferencial, para incentivar a los distintos establecimientos a recibir a estudiantes vulnerables. Es una subvención voluntaria para los niveles entre kinder (último nivel preescolar) y octavo básico. El objetivo era mejorar la calidad de la educación que estos establecimientos entregan.
Durante el 2011, en el Primer Gobierno de Sebastián Piñera, esta fue extendida hasta  los alumnos de cuarto medio.

### Subvención por desempeños académicos
Cada dos años, se eligen los establecimientos educacionales que tienen mejores rendimientos relativos y, por tanto, con  derecho a estas asignaciones, según el Sistema Nacional de Evaluación de Desempeño (SNED). Es un incentivo destinado íntegramente a los docentes y corresponderá a un monto mensual en pesos por alumno y se entregará trimestralmente en los meses de marzo, junio, septiembre y diciembre de cada año. 

### Subvención por reforzamiento educativo
Se verán beneficiados con este incremento los establecimientos educacionales subvencionados que ejecuten cursos de apoyo y reforzamiento a alumnos y alumnas, preferentemente de mayor riesgo social, que hayan obtenido un rendimiento académico deficiente.

### Subvención para aumento de remuneraciones del personal no docente. Ley 19.464
El monto que se recibe debe ser destinado íntegramente a aumentar las remuneraciones del personal no docente que ejecute determinadas funciones señaladas por la ley.

### Subvención adicional especial
Subvención destinada específicamente al pago de beneficios remuneratorios del personal de cada establecimiento. Ley 19.410.

### Subvención pro-retención
En abril de cada año, se paga un monto de dinero adicional a los sostenedores de establecimientos municipales y particulares subvencionados que demuestren que matricularon y retuvieron a alumnos y alumnas que pertenecen a familias beneficiadas con el Programa Puente y Programa Chile Solidario.

### Subvención para asignación de excelencia pedagógica
Se entrega para reconocer a docentes de aula y fomentar su permanencia en el sistema escolar, siendo requisitos para su obtención que se desempeñen como docentes de aula, en establecimientos subvencionados y con un mínimo de horas determinadas.

### Subvención anual de apoyo al mantenimiento
Estos recursos tienen como objetivo la conservación, reparación y renovación de los inmuebles donde funcionan los establecimientos educacionales, su mobiliario, equipamiento y, en general, aquellos elementos similares que requieran mantenimiento constante y sean necesarios para la labor educativa.
Esta subvención está dirigida a establecimientos subvencionados gratuitos y de financiamiento compartido, se paga una vez al año, el monto por alumno y alumna se determina en función del nivel y modalidad de enseñanza, en la forma que establece ley, y también se paga a establecimientos que funcionan como internado, conforma a los estudiantes que atiendan.

### Subvención de internado
Los establecimiento educacionales subvencionados, que otorguen el servicio de internado y alimentación en forma gratuita, podrán postular para recibir estos recursos adicionales.
El monto por alumno y alumna es fijado anualmente por Decreto Supremo del Ministerio de Educación, existiendo diferencias por región y por asistencia efectiva.

### Subvención de educación fundamental y técnico elemental de adultos
Corresponde a un monto de dinero determinado que se entrega por hora de clase efectivamente realizada por alumno, a los establecimientos educacionales subvencionados que entregan cursos gratuitamente de Educación Fundamental, de Capacitación Técnico Profesional o de Enseñanza Práctica de cualquier rama de la Educación de Adultos.

### Subvención para excedentes DL n.º 3.166
Esta subvención estatal es para aquellos establecimientos regulados por el DL n.º 3.166, que hayan ingresado a la Jornada Escolar Completa Diurna y que tengan un determinado incremento en la cantidad de alumnos matriculados.

### Incrementos
La subvención posee ciertos incrementos a su valor dependiendo del lugar geográfico que se encuentre ubicado el establecimiento que goce de este beneficio:
- Incremento de Subvención por Zona: El valor unitario por alumno se incrementará en el mismo porcentaje de asignación de zona establecido para el sector fiscal, según sea la localidad en que esté ubicado el establecimiento.
- Incremento de Subvención por Ruralidad: ciertos establecimientos educacionales sean beneficiados con un aumento en la subvención de escolaridad, conforme a factores como la comuna donde funcionan, número de habitantes, densidad poblacional, aislamiento geográfico y número de alumnos asistentes. Los establecimientos que gozan de este derecho pueden perderlo con motivo de una fusión con otro.

## Requisitos para obtener la subvención escolar
Se establecen una serie de requisitos que deben cumplir los distintos establecimientos educacionales para pedir Subvención por parte del Estado, solo por mencionar algunos, se pueden señalar:
- Tener el establecimiento educacional Reconocimiento Oficial, cumpliendo el sostenedor con los requisitos exigidos por la legislación actual para ejercer esa función.
- Que al menos un 15% de los alumnos y alumnas presenten condiciones de vulnerabilidad socioeconómica, salvo que no se hayan presentado postulaciones suficientes para cubrir dicho porcentaje.
- Que cuenten con un reglamento interno que rija las relaciones entre el establecimiento y los alumnos y alumnas.
- Que se encuentren al día en los pagos por concepto de remuneraciones y de cotizaciones previsionales de su personal.

El derecho a pago de la subvención se renueva anualmente. Por ello, al inicio de cada año cada sostenedor debe presentar en el Departamento Provincial de Educación correspondiente al domicilio del establecimiento: una solicitud para acceder al pago y declaración de haber finalizado normalmente las actividades el año anterior; una declaración de alumnos matriculados por nivel y curso; y una declaración de idoneidad de los profesores.[cita requerida]
El Ministerio de Educación debe resolver en un plazo máximo de 90 días desde la fecha de ingreso de las solicitudes de los establecimientos educacionales de enseñanza básica, media y 2° nivel de transición, el otorgamiento del derecho a percibir la subvención. La falta de pronunciamiento en ese plazo significa que se concede el derecho a percibirla.
Asimismo, los establecimientos debidamente reconocidos deben reportar la asistencia, en forma diaria y por alumno. Con esta información se calculará el pago correspondiente.

## Unidad de supervisión y control de recursos públicos

### Sección Nacional de Inspección de Subvenciones
Dentro de la Superintendencia de Educación el organismo que lleva a cabo la supervisión y control de los recursos públicos es la Sección Nacional de Inspección de Subvenciones, dependiente de la Unidad Nacional de Subvenciones, del Ministerio de Educación, esta está constituida por un equipo de profesionales que desde el nivel central, planifica y supervisa el cumplimiento de los planes y programas destinados a la fiscalización y control de los colegios subvencionados del país. La dotación se completa con el conjunto de equipos que ejecutan dicha fiscalización y control en los diferentes Departamentos Provinciales y Secretarías Regionales Ministeriales. 
Misión:
La Misión de la Sección Nacional de Inspección de Subvenciones es lograr que los Establecimientos Educacionales Subvencionados cumplan con los estándares educativos, normativos y los procedimientos establecidos, a través de una fiscalización moderna, estructurada, objetiva, oportuna y de calidad.
Objetivos:
Los Objetivos de la Sección Nacional de Inspección de Subvenciones son:
1. Fiscalizar el cumplimiento normativo y procedimental que establece la Ley para los Establecimientos Educacionales Subvencionados, a través de una metodología de auditoría de gestión.
2. Asesorar y capacitar a los Establecimientos Educacionales por el cumplimiento de estándares educativos.
3. Generar y entregar información oportuna para la toma de decisiones tanto de los Establecimientos Educacionales como de las autoridades provinciales, regionales y nacionales del Ministerio.
4. Apoyar la gestión en regiones, mediante el trabajo de sectorialistas que desde el nivel central, orientan y controlan la adecuada ejecución de los planes y programas de inspección.

Su función principal es coordinar, orientar y controlar las acciones inspectivas que se desarrolla en el Sistema Nacional de Fiscalización de la Subvención Escolar, velando por el cumplimiento de la normativa legal vigente que reglamenta la entrega y correcto uso de los recursos del Estado, destinados a los establecimientos educacionales subvencionados, en sus modalidades de enseñanza pre-básica, básica y media.
Una forma de mantener debidamente informado a los Inspectores de Subvención, con la oportunidad debida, sobre las materias que les corresponde atender en el cumplimiento de sus funciones, lo constituye el hecho de disponer de un espacio donde almacenar información tanto legal, sean estas Leyes, Decretos, Resoluciones como también instrucciones expresadas en Oficios, Circulares, incluyendo por cierto, aquellas provenientes de otros Servicios y siempre que su contenido se relacione con materias que debe atender Inspección. Una forma estructurada para satisfacer esta aspiración será una Biblioteca Técnica, proyecto que se encuentra en elaboración.

### Superintendencia de Educación Escolar
Durante el primer semestre del año 2011 se aprobó la Ley del Sistema Nacional de Aseguramiento de la Calidad de la Educación,  en la cual uno de los organismos que se crean es la Superintendencia de Educación Escolar, quien será un órgano fiscalizador, funcionalmente descentralizado, que se relacionará con el presidente de la República a través del Ministerio de Educación. Estará a cargo de un funcionario de exclusiva confianza de la Presidencia (Jefe Superior de la Superintendencia) y tendrá la representación judicial y extrajudicial de la misma. Su jefatura será designada conforme al mecanismo de Alta Dirección Pública.[cita requerida]
Entre las numerosas facultades de que está investida, la Superintendencia evalúa el grado de cumplimiento de los estándares de calidad del sistema educativo; también evalúa el diseño, aplicación y validación de instrumentos de medición, tanto respecto de alumnos y establecimientos, como de sostenedores y docentes.
El organismo tiene atribuciones de fiscalización del uso de los recursos públicos, de inspección, recepción de consultas, denuncias y reclamos de los distintos miembros de la comunidad escolar, formulación de cargos, sustanciación y resolución de procesos sancionatorios.
Asimismo, el nuevo ente puede adoptar medidas para el resguardo del servicio educativo; fiscaliza los requisitos para obtener el reconocimiento oficial del Estado; poseer facultades normativas, junto con la de realiza estudios y estadísticas del sistema educativo y publica sus resultados; también asesora al Ministerio de Educación sobre materias de su competencia, y, en general, tiene la facultad de adoptar las medidas que estime necesarias en resguardo de todos los usuarios del servicio educacional y del interés público.

## Inspección y Sanciones
Periódicamente un Inspector visitará los establecimientos que reciben Subvención estatal, con el objeto de fiscalizar el cumplimiento de todos los requisitos necesarios para recibirla. En cada visita, este funcionario en su calidad de ministro de fe, levantará un Acta de Fiscalización, clasificándola en series:
| Tipo de Acta | Explicación |
| ------------ | --- |
| A            | Sin observaciones que consignar |
| B            | Se presentan observaciones subsanables por el establecimiento, si no son regularizadas en un plazo determinado, pasarán a clasificarse como Actas C.                                        |
| C            | Se establecen supuestas infracciones, que pueden terminar con sanciones, desde multas en dinero, la revocación del reconocimiento oficial o incluso la pérdida de la calidad de sostenedor. |